# Miss Piel Dorada International
Miss Piel Dorada International est un concours de beauté international, créé en 1996. La compétition est toujours tenue en avril à Tapachula, au Mexique.
La tenante du titre est Katherine Guadamuz, troisième dauphine de Miss Nicaragua 2014.

## Palmarès
| Année | Lauréate              | Pays représentant | Pays hôte | Ville hôte |
| ----- | --------------------- | ----------------- | --------- | ---------- |
| 1996  | Mariana Esquinca      | Mexique           | Mexique   | Tapachula  |
| 1997  | Mirna Salgado         | Mexique           | Mexique   | Tapachula  |
| 1998  | Diana Marroquín       | Mexique           | Mexique   | Tapachula  |
| 1999  | Evelyn Sandoval       | Guatemala         | Mexique   | Tapachula  |
| 2000  | Michelle Araújo       | Mexique           | Mexique   | Tapachula  |
| 2001  | Ana Luísa Manga       | Salvador          | Mexique   | Tapachula  |
| 2002  | Berenice Beltràn      | Mexique           | Mexique   | Tapachula  |
| 2003  | Larissa Mejia         | Honduras          | Mexique   | Tapachula  |
| 2004  | Marina Fonsêca        | Guatemala         | Mexique   | Tapachula  |
| 2005  | Natália Rodriguez     | Costa Rica        | Mexique   | Tapachula  |
| 2006  | Julia Iris Ayala      | Nicaragua         | Mexique   | Tapachula  |
| 2007  | Melba Doblado         | Guatemala         | Mexique   | Tapachula  |
| 2008  | Citlali Saucedo Félix | Mexique           | Mexique   | Tapachula  |
| 2009  | Lady Yamil Olágue     | Panama            | Mexique   | Tapachula  |
| 2010  | Mabel Prüssing        | Chili             | Mexique   | Tapachula  |
| 2011  | Darling Trujillo      | Nicaragua         | Mexique   | Tapachula  |
| 2012  | Paola Guzmán          | Colombie          | Mexique   | Tapachula  |
| 2013  | Yelena Lobanova       | Russie            | Mexique   | Tapachula  |
| 2014  | Estefanía Castañeda   | Argentine         | Mexique   | Tapachula  |
| 2015  | Yesenia Macías        | Mexique           | Mexique   | Tapachula  |
| 2016  | Katherine Guadamuz    | Nicaragua         | Mexique   | Tapachula  |

## Listes des records par pays

### Nombres de gagnantes par pays
| Pays       | Nombre de titres | Année                                    |
| ---------- | ---------------- | ---------------------------------------- |
| Mexique    | 7                | 1996, 1997, 1998, 2000, 2002, 2008, 2015 |
| Nicaragua  | 3                | 2006, 2011, 2016                         |
| Guatemala  | 3                | 1999, 2004, 2007                         |
| Argentine  | 1                | 2014                                     |
| Russie     | 1                | 2013                                     |
| Colombie   | 1                | 2012                                     |
| Chili      | 1                | 2010                                     |
| Panama     | 1                | 2009                                     |
| Costa Rica | 1                | 2005                                     |
| Honduras   | 1                | 2003                                     |
| Salvador   | 1                | 2001                                     |

### Nombre de gagnantes par continent
| Continent | Nombre de titres | Pays ayant gagné                                                                                      |
| --------- | ---------------- | --- |
| Amérique  | 16               | Mexique (7), Nicaragua et Guatemala (3), Argentine, Colombie, Chili, Panama, Honduras et Salvador (1) |
| Europe    | 1                | Russie (1)                                                                                            |
| Afrique   | 0                | |
| Océanie   | 0                | |
| Asie      | 0                | |